# Kortstjärtad stare
Kortstjärtad stare (Aplonis minor) är en fågel i familjen starar inom ordningen tättingar. Den förekommer i Sydostasien, främst i Indonesien. Arten minskar i antal men beståndet anses vara livskraftigt.

## Utseende och läte
Kortstjärtad stare är en grönglansig stare med röda ögon. Ungfågeln är brunaktig ovan, undertill vit med längsgående streck. Jämfört med orientstaren har den proportionellt kortare näbb och stjärt, liksom purpurglänsande huvud och grönglansig kropp (orientstaren har grönglänsande undersida och grön- eller blåglänsande ovansida). Bland lätena hörs olika gnissliga, ljusa och metalliska toner såväl som ljusa och fallande "seep".

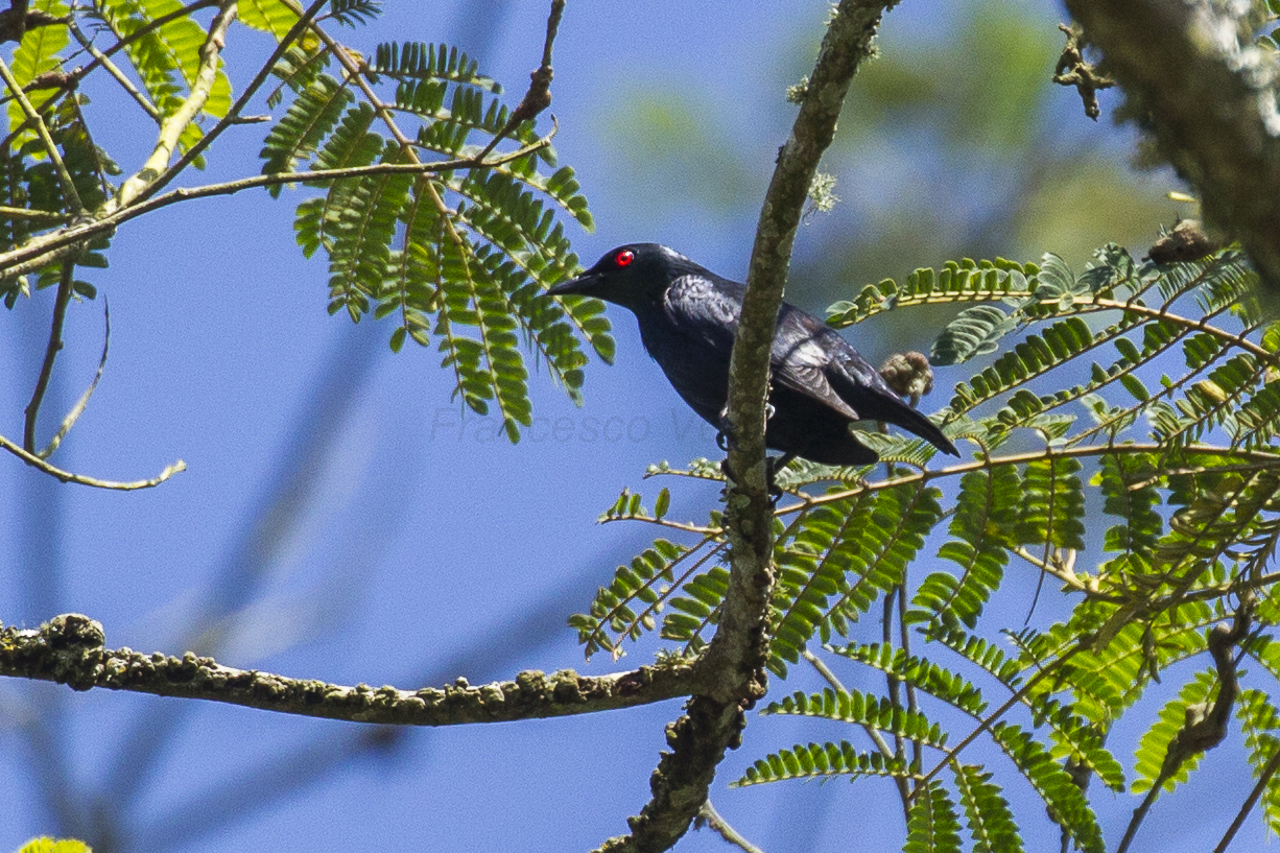

## Utbredning och systematik
Fågeln förekommer på Sulawesi, Java, Bali, Små Sundaöarna och södra Filippinerna (Mindanao). Den behandlas antingen som monotypisk eller delas in i två underarter med följande utbredning:
- Aplonis minor todayensis – på Mindanao i södra Filippinerna
- Aplonis minor minor – från Sulawesi till Java och Små Sundaöarna

## Levnadssätt
Kortstjärtad stare hittas i skog och skogsbryn. Olikt orientstaren undviker den större urbana områden. Den påträffas i låglänta områden och förberg i större delen av utbredningsområdet, dock enbart i bergstrakter på Mindanao och Java.

## Status och hot
Arten har ett stort utbredningsområde, men tros minska i antal, dock inte tillräckligt kraftigt för att den ska betraktas som hotad. Internationella naturvårdsunionen IUCN listar därför arten som livskraftig (LC).